# Verband der Auslandsbanken in der Schweiz

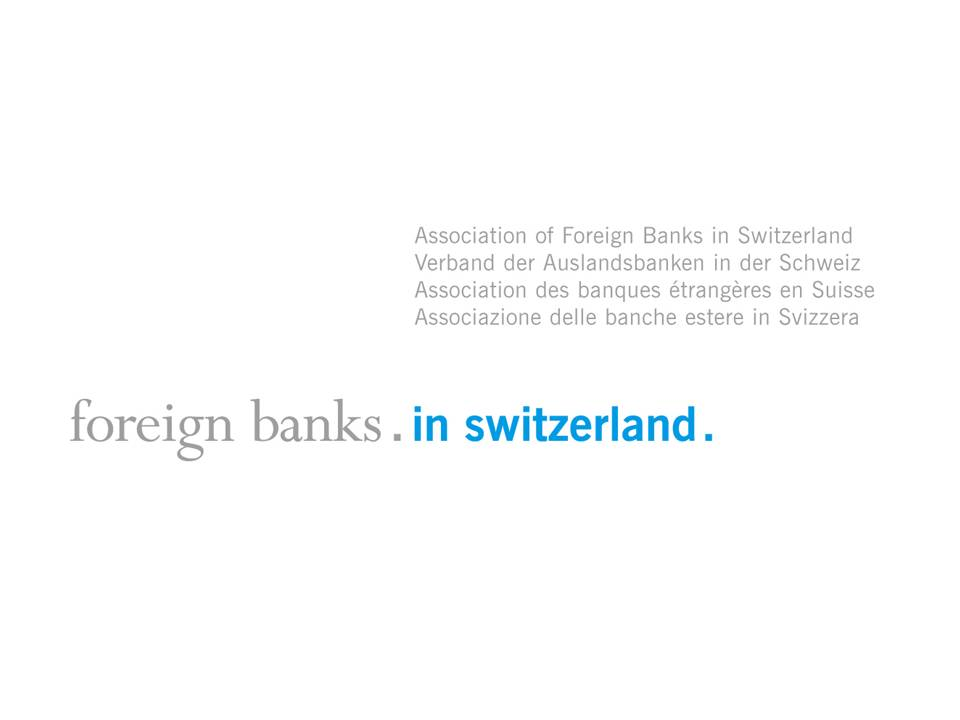
Verbandslogo

Der Verband der Auslandsbanken in der Schweiz wurde 1972 gegründet. Ihm gehören ausländisch beherrschte Banken, Zweigniederlassungen ausländischer Banken, ausländisch beherrschte Effektenhändler sowie Fondsleitungen und -vertreter mit ausländischem Hauptaktionär an. Am 31. März 2012 zählte der Verband 140 Mitglieder.
Die Geschäftsstelle ist in Zürich.

## Mitgliedsinstitute
Auslandsbanken in der Schweiz sind unabhängige, nach Schweizer Recht organisierte und der schweizerischen Bankenaufsicht unterstellte Banken mit ausländischem Hauptaktionär oder einem ausländischen Aktionär, der einen beherrschenden Einfluss ausübt. Sie sind entweder Tochtergesellschaften ausländischer Banken oder im Besitz ausländischer Nichtbanken oder privater Eigentümer. Rechtlich sind sie den Banken mit Schweizer Aktionariat vollkommen gleichgestellt. Ebenfalls als Auslandsbanken werden die Zweigniederlassungen ausländischer Banken, also rechtlich unselbständige Filialen, bezeichnet. Auch sie unterstehen der schweizerischen Bankenaufsicht, doch gelten für sie einige weitere regulatorische Anforderungen.
Ende 2011 waren 145 Banken mit ausländischem Hauptaktionär und Zweigniederlassungen in der Schweiz tätig. 140 Auslandsbanken und andere ausländisch beherrschte Finanzinstitute waren zu diesem Zeitpunkt Mitglied des Verbands der Auslandsbanken in der Schweiz. 
Die Mehrheit der Auslandsbanken hat ihren Hauptsitz entweder in Zürich (67) oder Genf (45). Auch Lugano ist ein wichtiges Finanzzentrum (15), insbesondere weil die meisten Auslandsbanken im Tessin eine Niederlassung besitzen.

## Ziel
Der Verband setzt sich dafür ein, dass ausländische Institute und Dienstleistungen den inländischen gleichgestellt sind. Er wendet sich gegen Regelungen, die den Marktzutritt für ausländische Institute, ihre Dienstleistungen und Produkte behindern.
Er unterstützt Initiativen zur Stärkung der Wettbewerbsfähigkeit des Finanzplatzes Schweiz, insbesondere für die Wahrung der Privatsphäre der Bankkunden, für die Aus- und Weiterbildung der Mitarbeiter, für die Förderung innovativer
Dienstleistungen und für eine effiziente und strukturneutrale Regulierung. Der Vorstand legt die Politik des Verbands fest. Mitarbeiter aus Mitgliedsbanken vertreten die Auslandsbanken in den Organen und Kommissionen der Schweiz. 

## Aktivitäten
Der Verband orientiert seine Mitglieder über anstehende bankenpolitische Reformen und die Vorbereitung regulatorischer Neuerungen. Er gibt die AFBS News (allgemeine Informationen) und die AFBS Info heraus, die zu Themen aus den Bereichen Legal & Compliance, Fonds, Steuern, Finanzmarktregulierung, Personalwesen, Payments und Production & Operations informieren. Der Verband organisiert Informationsanlässe und Diskussionsrunden zu aktuellen Themen vorab in Genf, Lugano und Zürich. Eine Liste der wichtigsten Veranstaltungen findet sich in der Chronologie Verbandsanlässe. Die Webseite des Verbands enthält Informationen, Grafiken, Artikel, Interviews und Präsentationen zu den Auslandsbanken, dem Verband und zu bankenpolitischen Themen.

## Bedeutung für den Finanzplatz Schweiz
Die 145 Banken mit ausländischem Hauptaktionär und Zweigniederlassungen ausländischer Banken sind für den Finanzplatz Schweiz von grosser Bedeutung: Sie entsprechen 47 % aller Bankinstitute in der Schweiz und tragen fast 2 % zum Schweizer BIP bei. Zum Vergleich: Die Uhrenindustrie hat einen Anteil von 2,2 %. 18 % aller im Schweizer Bankensektor tätigen Personen arbeiten bei einer Auslandsbank. Die meisten Auslandsbanken sind in der Vermögensverwaltung für Privatkunden und im Vertrieb von kollektiven Anlagen tätig. Insbesondere in Genf sind sie in der Handelsfinanzierung bedeutend; in Zürich stehen Kapitalmarktgeschäfte und die Unternehmensfinanzierung bei etlichen Instituten im Vordergrund. Auch die Vermögensverwaltung für institutionelle Kunden hat in den letzten Jahren eine zunehmende Wichtigkeit erlangt.